# Les Rives
Les Rives är en kommun i departementet Hérault i regionen Occitanien i södra Frankrike. Kommunen ligger i kantonen Le Caylar som tillhör arrondissementet Lodève. År 2022 hade Les Rives 151 invånare.

## Befolkningsutveckling
Antalet invånare i kommunen Les Rives
Referens:INSEE